# Mujeres en Perú
Las mujeres en el Perú representan un conjunto poblacional mayoritario e importante. Históricamente, tras la llegada de los españoles y el surgimiento de estos choques culturales, existió una clara influencia patriarcal que repercutió en todos los aspectos sociales, económicos y políticos del país. Esta cultura patriarcal persiste de manera notable, incluso escalando a formas más intensas de violencia. Así mismo, destaca la falta de acceso a los métodos anticonceptivos por parte del sistema de salud, el acoso y el derecho al empleo justo. Sobre el tema de salud, más de un tercio de los embarazos terminan en abortos. Las tasas de mortalidad materna son también algunas de las más altas de América del Sur.
El gobierno peruano ha iniciado esfuerzos para combatir la alta tasa de mortalidad materna y la falta de representación política femenina, así como la violencia contra la mujer. No obstante, estos esfuerzos deben persistir e intensificarse para garantizar una mejor calidad de vida y seguridad a las mujeres, jóvenes y niñas en el Perú.

## Historia

### Antes de la época republicana
Desde una perspectiva histórica, las primeras civilizaciones que germinaron en el territorio nacional, como la cultura Nazca, la cultura Lima, entre otras, tradicionalmente tuvieron modelos de gobierno igualitarios, con excepciones (véase Cultura del Perú). La civilización incaica una de las mayores conocidas y más extensas en el territorio nacional, poseía ciertas diferencias dentro de su modelo de gobierno.
Sobre el estudio de las mujeres en la época prehispánica, cabe destacar a la historiadora e investigadora pionera en dichos estudios, María Rostworowski. Entender la importancia y el gran poder que tuvieron algunas mujeres dentro de estas civilizaciones es muy importante, puesto que permite afirmar que existieron gobernantes mujeres, como fue el caso de la Dama de Cao,  Mama Huaco y las Capullana, entre otras. Las historiadoras y escritoras Maritza Villavicencio y Sara Beatriz Guardia difundieron la historia de estas y otras mujeres importantes en el Antiguo Perú.
Después de que los españoles conquistaron el Imperio Inca, la cultura se volvió más patriarcal. Como resultado, la sociedad resultante ha sido descrita como machista.Los conquistadores españoles trataron a las mujeres indígenas como botines de guerray generaron con ellas, través del rapto, la violación y el amancebamiento, una población mestiza que pobló el nuevo continente.Los varones blancos se mestizaron con las mujeres indígenas, mestizas y negras en uniones casuales y extemporáneas, generalmente en relaciones de amo-esclava o amo-sirvienta, en vínculos desiguales de poder en el que la voluntad de la mujer no tenía la menor importancia.
Durante las revoluciones republicanas, en los siglos XVIII y XIX, el concepto de esferas separadas (privado frente a público) se convirtió en un tema legalmente debatido en el Perú. La determinación de una distinción clara de los límites entre los delitos privados y los públicos se volvió significativa porque solo los delitos públicos podían ser procesados directamente por el estado. Durante este tiempo, los delitos públicos fueron delitos que afectaron al estado o la sociedad, mientras que los delitos privados solo perjudicaron a la persona que cometió el acto. 
Aunque todos los casos civiles se consideraron privados, algunos delitos privados podrían afectar al público. Los delitos como el robo y el infligir lesiones corporales graves anteriormente solo habían sido procesados por los deseos del demandante; sin embargo, durante la república temprana, estos crímenes fueron perseguidos con base en las propias agendas de los fiscales y jueces. En contraste, los delitos como la calumnia, la violación o cualquier cosa relacionada con el honor se trataron igual que antes. Las víctimas de estos delitos tuvieron que hacer mucho más trabajo que las víctimas de robo y lesiones físicas graves. Para que su caso fuera considerado, estas víctimas tenían que reportar sus casos ellos mismos, y tenían que presentar una queja formal, así como presentar testigos. Se esperaba que estos demandantes decidieran si el crimen en sí mismo o informar el crimen a la corte crearía un daño mayor a su honor.
Aunque podría haber circunstancias en las que la violación o la seducción perturbaran lo suficiente a la sociedad para convertirla en un delito público, otorgar a los fiscales la facultad de presentar cargos «perturbaría la paz y el secreto que deberían existir en la esfera doméstica». Por la misma razón, las lesiones físicas resultantes del «castigo» de la dependencia (sirvientes, esposas, hijos) generalmente se consideraban «privadas», los delitos y los derechos de los autores tenían más peso que las protecciones debidas a las víctimas, que no eran, después de todo, los ciudadanos. Aun cuando los funcionarios judiciales republicanos trataron de equilibrar las demandas del orden público y doméstico, continúan la tendencia, comenzada con las reformas de Borbón, de reclamar cada vez más jurisdicción en aquellos casos relacionados con el matrimonio, la familia y el honor sexual, en los cuales las partes afectadas sí lo hicieron. Presentar cargos, anteriormente, tales casos habían caído principalmente dentro de la jurisdicción de la iglesia.

### Época republicana
La misoginia en el sistema social prevaleció desde la caída del imperio español y caló en grupos ultraconservadores.
Durante este estado republicano, los hombres que contribuyeron a la esfera pública y que estaban casados, tenían entre 21 y 25 años de edad, eran propietarios, tenían una profesión independiente o se les concedían impuestos pagados «estatus de ciudadanía». Esto les permitió obtener fácilmente protección de sus libertades civiles. Las mujeres, por otro lado, no recibieron los mismos beneficios porque sus roles fueron confiados a la esfera privada. El trabajo realizado tradicionalmente por mujeres (costura, cocina, crianza de niños, etc.) no tuvo valor porque ya no se reconocía como una contribución pública, sino como parte del sistema privado (patriarcal) en el Perú. Legalmente, las mujeres tenían pocas protecciones, ya que se consideraba el trabajo de su esposo o padre para protegerlas.
Desde una perspectiva legal, las mujeres no estaban protegidas por el nuevo sistema. Tal situación trajo aparejadas muchas dificultades. Por ejemplo, el abuso doméstico era un problema continuo, sobre todo porque la agresión y la violación se consideraban «delitos privados». La clasificación de estos actos atroces se hizo de esa manera por parte del estado puesto que no querían perturbar la sociedad patriarcal masculina.
Las mujeres se definían principalmente por su castidad sexual y sus capacidades domésticas de servicio. Las mujeres pobres, en particular, tuvieron dificultades para ajustarse al modelo de la «madre republicana» y no pudieron basar sus reclamaciones en sus derechos o deberes como madres. Además, si eran condenadas por un delito, se las consideraba «antinaturales» y, a menudo, se les negaba la libertad anticipada de la prisión. Aunque mujeres como María Toledo y Juana Pia lucharon para ser liberadas anticipadamente debido a su buen comportamiento y porque eran las únicas que apoyaban a sus hijos, el fiscal argumentó que las mujeres influirían negativamente en sus hijos. Por el contrario, los hombres eran vistos como los proveedores de trabajo para la familia y recibían más ventajas que las mujeres. Por ejemplo, unos meses antes de que se rechazara la petición de Toledo, se redujo la condena de un «hombre honorable» porque su esposa había indicado en su apelación que él era el único proveedor de su familia.
El 17 de junio de 1956, las mujeres peruanas votaron por primera vez en elecciones generales, después de años de movilización de mujeres como María Jesús Alvarado, Adela Montesinos, Zoila Aurora Cáceres, Elvira García y García y Magda Portal, entre otras. Perú fue el último país de América Latina en tener un total de mujeres. El concepto de sororidad interseccional empezó a ser promovido en grupos feministas como el Movimiento Manuela Ramos (1978), el Centro de la Mujer Peruana Flora Tristán (1979) y ONAMIAP (2009).
Durante el conflicto armado interno en Perú a partir de la década de 1980, varias familias se convirtieron en matriarcales, con aproximadamente el 78% de las familias migrantes encabezadas por mujeres. En los barrios marginales, las mujeres establecieron comedores populares (ollas comunes) y trabajaron juntas para asegurar que sus familias recibieran suficiente comida. Los abusos perpetrados durante el conflicto han causado numerosos problemas mentales y físicos en las mujeres. Muchas madres rurales formaron grupos como ANFASEP para buscar a sus hijos desaparecidos. Los documentos de identificación, necesarios para el ejercicio de derechos civiles como el voto, también fueron destruidos en masa. Según datos de 2007, aproximadamente el 18.1% de las mujeres peruanas vive sin los documentos necesarios, en comparación con el 12.2% de los hombres. Incluso en la actualidad, las mujeres de rasgos indígenas suelen ser tratadas de manera irrespetuosa por las figuras de autoridad. Lo mismo se aplica con las mujeres en situación de pobreza.
El papel de la mujer en cargos destacados ha evolucionado significativamente. En la década de 1980, se produjo la incursión de mujeres en puestos ministeriales, una tendencia que se acentuó en la década de 2010. Actualmente, varios factores como el fomento del emprendimiento y políticas como el Plan Inca han contribuido a la mayor presencia de mujeres en la sociedad. Han surgido mujeres independientes, con capacidad laboral y autonomía en la toma de decisiones, que no dependen de una relación de pareja o de una familia tradicional para su desarrollo personal.

## Esterilización forzosa
La esterilización forzada practicada en mujeres indígenas y de escasos recursos ha sido un fenómeno de gran magnitud en Perú. El Informe Final de la Comisión de Verdad y Reconciliación, publicado en 2003, evidencia que durante el conflicto interno en Perú se produjeron numerosos casos de esterilizaciones forzadas en mujeres, además de estimarse que hasta 300 000 mujeres, en su mayoría de zonas rurales, fueron esterilizadas a través del engaño o con un insuficiente consentimiento durante la década de los noventa, en el marco de una campaña destinada a combatir la pobreza.
El expresidente Alberto Fujimori, quien ejerció el cargo desde 1990 hasta 2000, ha sido acusado de genocidio y crímenes de lesa humanidad . Estas acusaciones derivan de la implementación de un programa de esterilización bajo su administración. Durante su presidencia, Fujimori llevó a cabo una campaña de esterilizaciones forzosas contra mujeres indígenas quechuas y aimaras, bajo el pretexto de un plan de salud pública.

## Demografía
Las mujeres son una ligera minoría en el Perú; en 2010 representaron el 49,9% de la población. Las mujeres tienen una esperanza de vida de 74 años al nacer, cinco años más que los hombres.
Las estimaciones más recientes sugieren que la población de Perú es amerindia 45%, mestiza (amerindia mixta y blanca) 37%, blanca 15%, negra, japonesa, china y otro 3%. Más de 8 de cada 10 personas son católicas.[cita requerida]
Aunque el Perú tiene una población étnicamente diversa, el racismo es común, particularmente contra las personas de rasgos indígenas y africanos; el género a menudo interactúa con el origen étnico; esto puede significar que "una mujer indígena solo puede trabajar como sirvienta".

## Educación
La tasa de alfabetización femenina es más baja que la masculina en Perú. Según las estimaciones de 2015, solo el 91.7% de las mujeres (de 15 años en adelante) saben leer y escribir, en comparación con el 97.3% de los hombres.Aunque las mujeres tienen una tasa de analfabetismo más alta que los hombres, un número creciente de mujeres está recibiendo educación superior.[cita requerida]

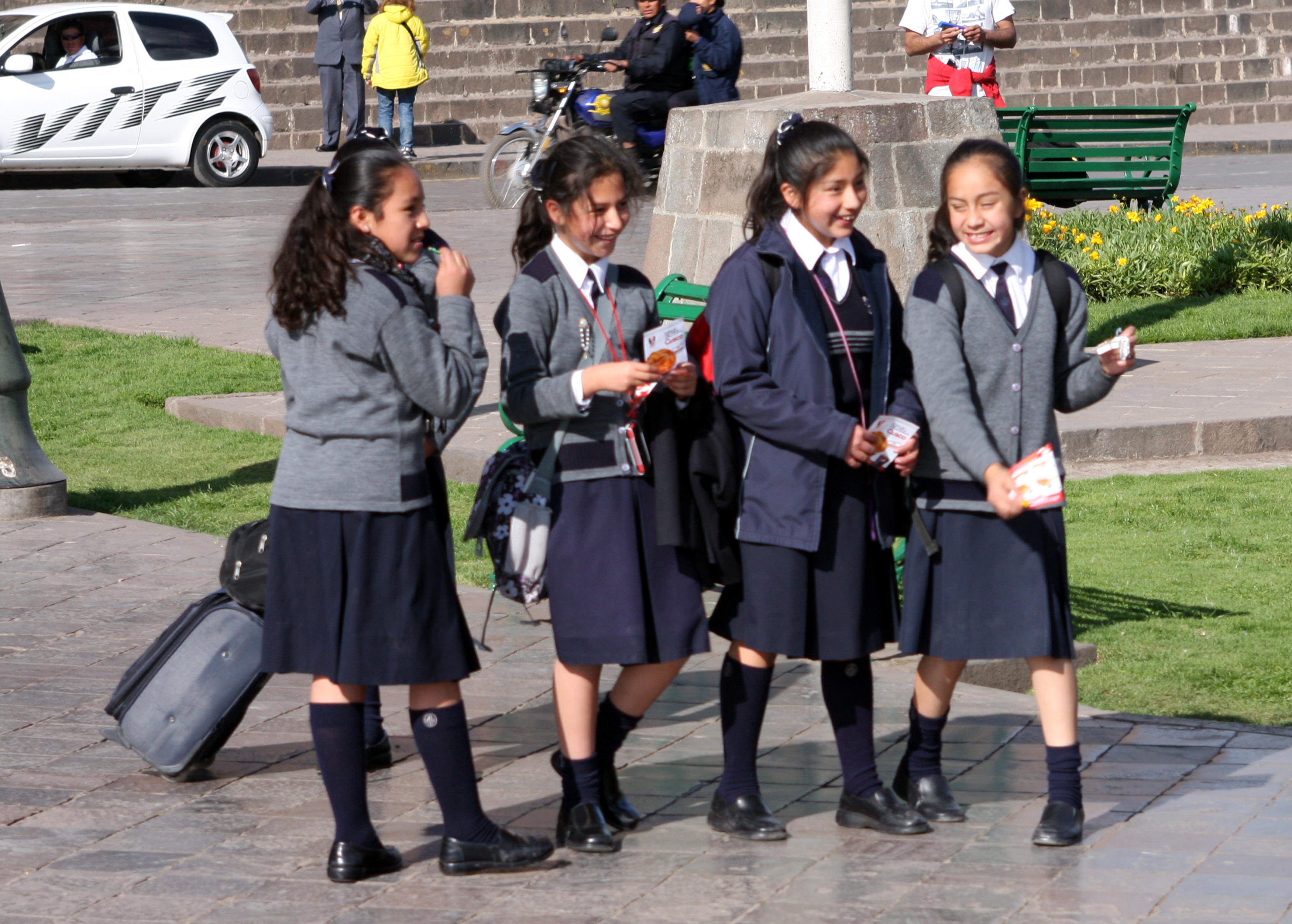
Niñas saliendo de una escuela en Perú.

Las mujeres indígenas del Perú viajan menos que los hombres. Como tales, tienden a ser menos fluidos en español, el idioma nacional del Perú. Esto puede llevar a dificultades cuando deben hablar con personas ajenas, que a menudo no hablan idiomas originarios.[cita requerida]

## Salud maternal y reproductiva
Perú tiene una de las tasas de mortalidad materna más altas de América del Sur, con el gobierno notando 185 muertes por 100,000 nacidos vivos, y las Naciones Unidas estiman el número en 240 por 100,000 nacidos vivos. Para combatir esas altas cifras, el gobierno lanzó un plan estratégico en 2008 para reducir el total a 120 muertes maternas por cada 100,000 nacidos vivos. De estas muertes maternas, el 46% ocurre durante las primeras seis semanas después del nacimiento. 

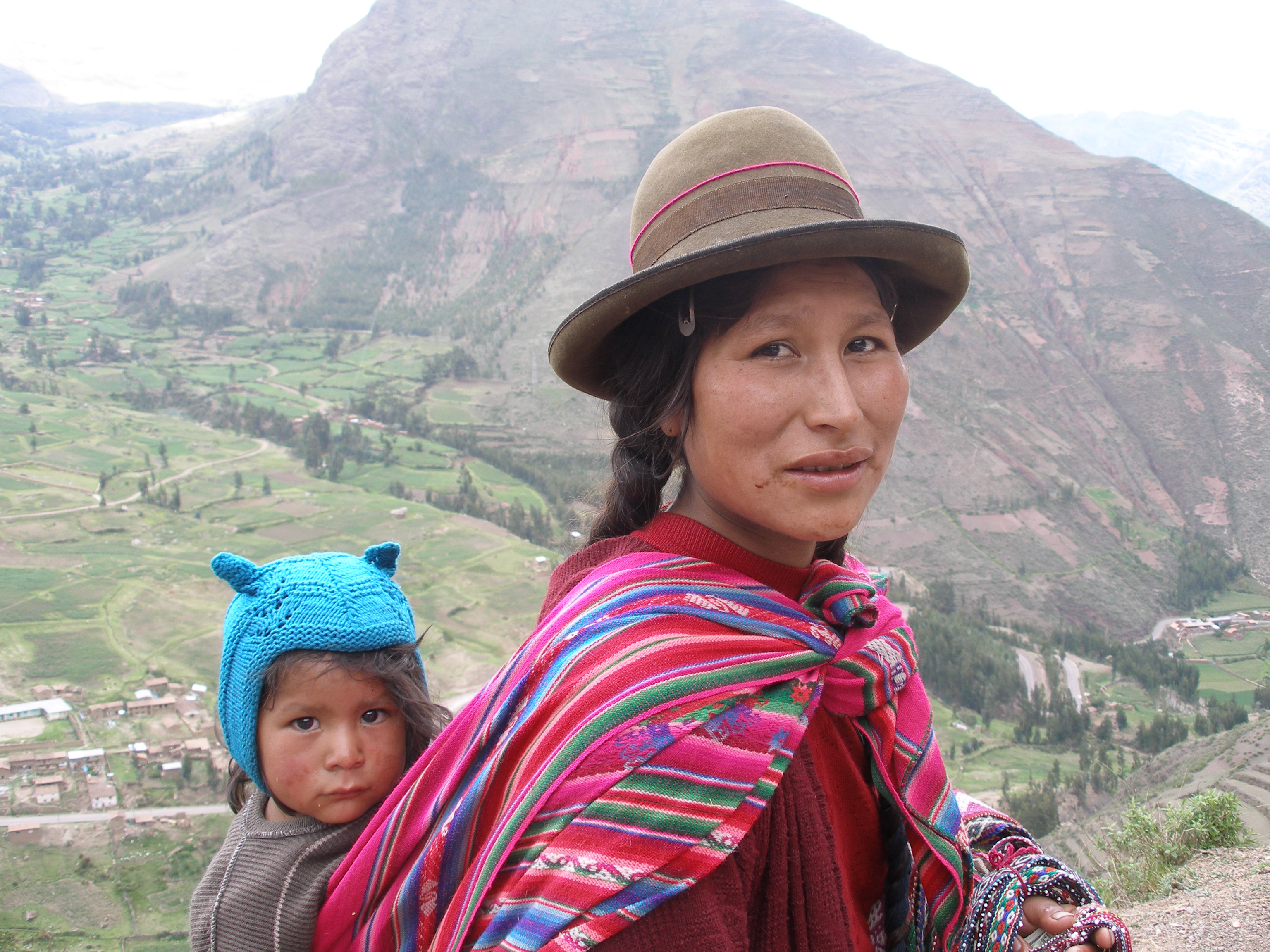
Mujer y niña quechua en el Valle Sagrado, Perú.

Amnistía Internacional señala que uno de los factores es la discriminación económica, ya que las mujeres en áreas prósperas reciben una mejor atención médica que las que viven en áreas rurales. Las mujeres que viven en la pobreza tienen menos probabilidades de dar a luz en un centro de salud o ser atendidas por un trabajador de la salud. También existen discriminaciones de género y étnicas en la atención de salud. Al dar a luz, las madres indígenas pueden evitar ir a las clínicas debido a la falta de familiaridad con las técnicas utilizadas. Prefieren, en cambio, utilizar las prácticas tradicionales, con las que se sienten cómodas. La falta de personal de salud capaz de hablar lenguas indígenas también es un problema.
La edad de consentimiento en Perú ha cambiado varias veces durante los últimos años, y ha estado sujeta a debates políticos, pero hoy en día está fijada en 14, independientemente del género y orientación sexual, de acuerdo con una decisión de 2012 del Tribunal Constitucional de Perú. Los embarazos adolescentes son frecuentes. A menudo, son el resultado de una violación por parte de un pariente masculino.
Aunque los anticonceptivos se usan en el Perú, son más comunes en las áreas urbanas. Se estima que el 13,3% de las mujeres en las áreas rurales necesitan anticonceptivos que no están disponibles, en comparación con el 8,7% de las mujeres urbanas. Aunque el aborto terapéutico es legal, y aproximadamente el 35% de los embarazos resultan en aborto, la regulación y la implementación han sido controvertidas, con las únicas pautas claras (en Arequipa) retiradas bajo la presión de los grupos antiaborto. Ha habido casos en que las madres se han visto obligadas a llevar a sus bebés a término con un gran riesgo personal.
La tasa de VIH/SIDA en Perú se estimó en 2012 en el 0,4% de los adultos de 15 a 49 años.

## Vida familiar

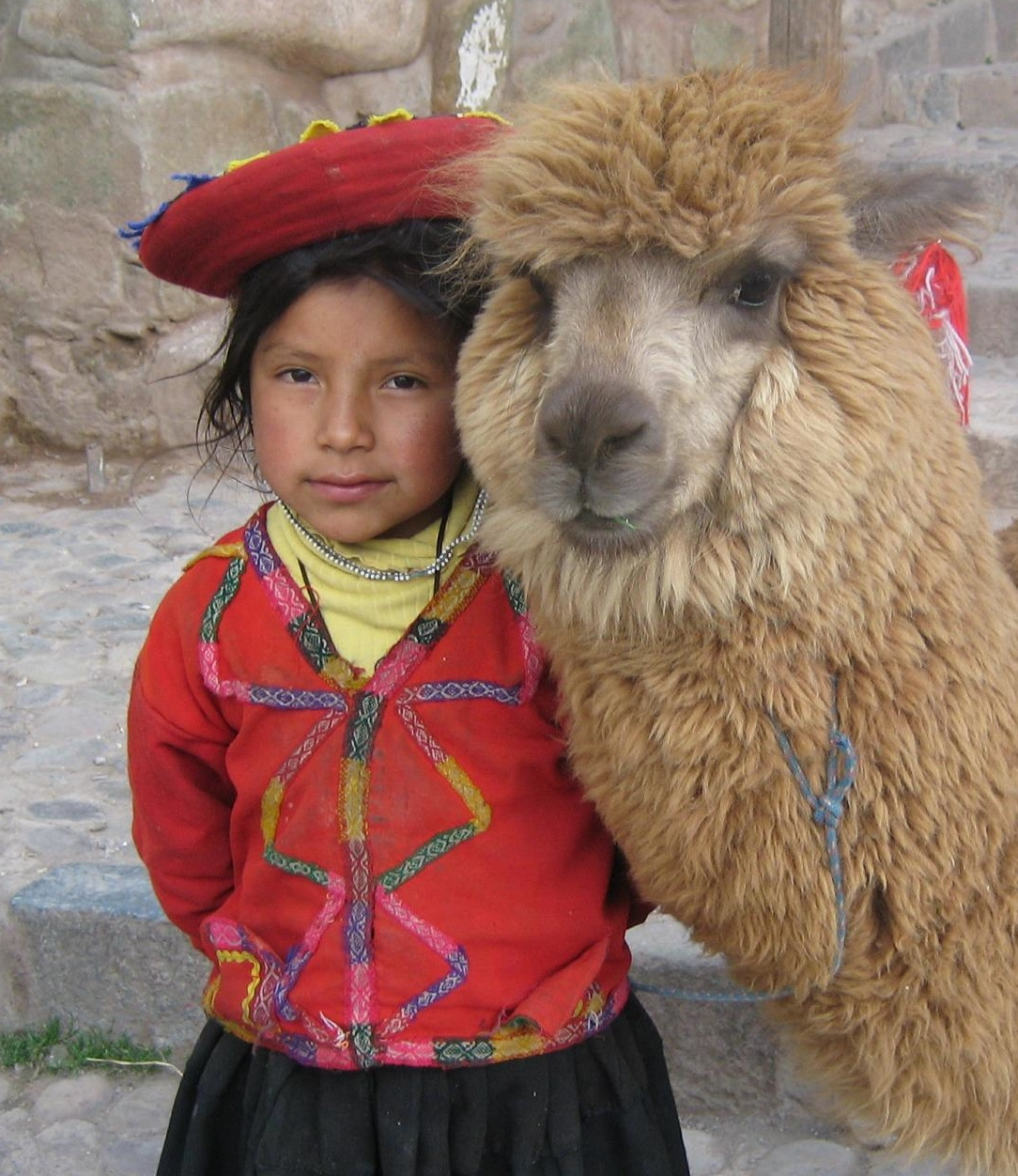
Chica con su alpaca cerca de la Plaza de Armas en Cusco, Perú

Por ley, las mujeres peruanas deben tener 16 años para casarse; antes de 1999, era 14. Una encuesta realizada en 2004 por las Naciones Unidas, estima que el 13% de las mujeres entre las edades de 15 y 19 años han estado casadas. En el matrimonio, las mujeres tienden a realizar la mayoría del trabajo doméstico y el cuidado de los familiares menores de edad, ancianos y discapacitados. En aproximadamente el 25% de los matrimonios, las finanzas son manejadas exclusivamente por el esposo; pero en algunas familias la madre es la cabeza de familia. Ciertos grupos étnicos, como los asháninka, practican la poligamia.[cita requerida]
A pesar del hecho de que los hombres peruanos casados ocasionalmente toman amantes abiertamente, el divorcio es difícil de obtener. En un divorcio, la custodia de los hijos menores de siete años generalmente se otorga a la madre. La custodia de los hijos mayores de siete años generalmente se otorga por género; la madre se queda con las hijas y el padre con los hijos. Si un padre se considera no apto, los niños pueden ser enviados a vivir con el otro padre.[cita requerida]

## Violencia doméstica
La OCDE señala que las mujeres en Perú son objeto de maltrato, con casi la mitad de ellas sufriendo varias formas de violencia. La forma más común de abuso es psicológica. También hay informes de mutilación genital femenina como rito de paso en la pubertad. El gobierno ha intentado abordar el problema, creando el Programa Nacional contra el Abuso y la Violencia Familiares en 2001, y aprobando una ley que requiere que las autoridades locales aborden el abuso doméstico y estipulen castigos para la violación, incluido lviolación conyugal. Sin embargo, las acciones legales contra los perpetradores de abuso son lentas e ineficaces. En 1999, Perú derogó la ley que establecía que un violador sería exonerado si, después de la agresión, él y su víctima se casaban. La norma principal que trata la violencia doméstica es Ley de Protección frente a la Violencia Familiar. Fue promulgada en 1993, fortalecida en 1997, y modificada después para ampliar su alcance: por 2010, esta ley ya había sido enmendada cinco veces.
Varios padres y esposos abusivos no fueron muy afectados por el aumento general en el procesamiento penal, particularmente cuando estaban ebrios o su comportamiento violento afectaba tanto al orden público como al doméstico. Por ejemplo, en 1852, Laurencio Salazar fue arrestado por golpear a su esposa hasta dejarla inconsciente. Salazar, que en ocasiones anteriores no solo había herido a su esposa sino también había asesinado animales y tomado la ley por su propia mano, era peligrosamente violento. Los tribunales republicanos definieron vagamente el nivel de violencia necesario para constituir una agresión en los casos domésticos. Entre 1784 y 1824, hubo dos casos que fueron archivados bajo la categoría de violencia física o verbal, pero tampoco produjeron una sentencia condenatoria. Por el contrario, aproximadamente la mitad de los acusados de violación después de la Independencia del Perú fueron condenados. Además, las penas por condenas de violación eran «generalmente más estrictas que aquellas por agresión no sexual: varios meses de prisión con trabajos públicos y/o proporcionando una dote para la mujer joven».

## Economía
La mayoría de las mujeres rurales trabajan en la agricultura o se ocupan de las tareas domésticas. A partir de la década de 1990, las mujeres ingresaron cada vez más en las industrias de servicios para reemplazar a los hombres. Fueron contratadas porque los empleadores podían pagarles menos y creían que no formarían sindicatos. Durante ese período, los derechos laborales fueron revocados para las trabajadoras. En promedio, las trabajadoras ganan un 46% menos que los trabajadores varones. 
En 2014, las Naciones Unidas señalaron que a pesar del hecho de que la economía del país estaba mejorando, las mujeres seguían siendo discriminadas y sufrían violencia en sus ámbitos laborales.

## Igualdad de género

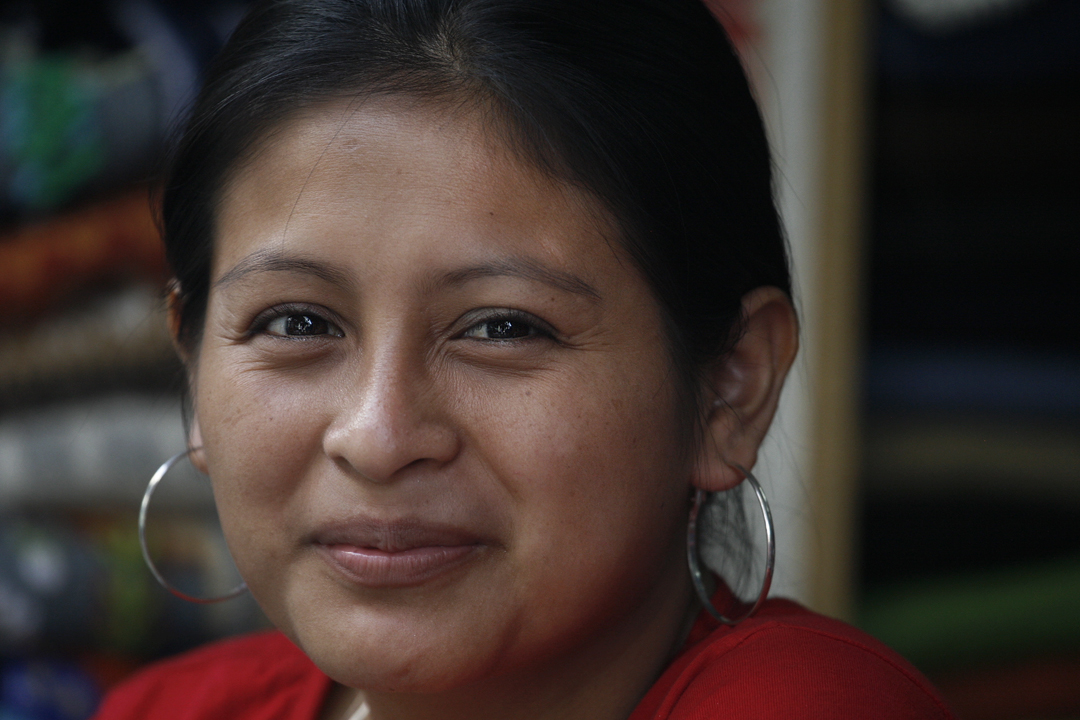
Una mujer en Lima, Perú

La discriminación basada en el género está prohibida por el gobierno peruano. En el año 2000, se aprobó una legislación que prohibía la discriminación. Sin embargo, la Organización para la Cooperación y el Desarrollo Económicos (OCDE) ha observado que la discriminación aún se practica, particularmente con respecto a los derechos de las mujeres a la tierra. Además, las mujeres en el Perú generalmente tienen niveles más altos de pobreza y desempleo. Adicionalmente, las que tienen trabajo a menudo enfrentan dificultades para acceder a cargos de alto nivel. La OCDE ha calificado el grado de discriminación de género en Perú como bajo en el Índice de Instituciones Sociales y Género.
Los sistemas de resolución de conflictos informales en materia de tierras son frecuentes y las mujeres rurales suelen ser discriminadas. El acceso de las mujeres a la tierra no está bien protegido; en 2002, solo el 25% de los títulos de tierra se otorgaron a mujeres, y en un «sistema de propiedad» informal, el marido puede vender la propiedad sin el consentimiento de su esposa. En 2014, nuevas leyes mejoraron el acceso de los indígenas a la tierra.
Políticamente, las mujeres en Perú han sido relegadas a un papel subordinado y han tenido escaso poder. En el año 2001, solo el 20% de los miembros elegidos eran de género femenino. Muchas de ellas provienen de familias acaudaladas, mientras que las mujeres pertenecientes a estratos sociales más desfavorecidos suelen verse relegadas a puestos de servicio doméstico. La legislación reciente ha establecido que debe existir una cuota de representantes femeninas en el Congreso. A pesar de ello, los niveles de representación política de las mujeres permanecen por debajo del 30% fijado como objetivo. En el 2014, las mujeres constituían el 22.3% del parlamento.